# Calyptophractus retusus
El pichiciego mayor, pichiciego grande, pichiciego chaqueño o culotapado  (Calyptophractus retusus) es un armadillo (familia Chlamyphoridae), y la única especie del género Calyptophractus. Habita en Bolivia y en el norte de Argentina (concretamente en las provincias de Salta, Formosa y Chaco) y en el Chaco Paraguayo. 
Tiene un tamaño aproximado de unos 17 cm. Es de color pardo amarillento, aunque tiene pelo blanco en las partes laterales y en el vientre. Como todos los armadillos, tiene un caparazón óseo en la región dorsal. 
Se alimenta de insectos. Habita en zonas arenosas, y es un buen excavador.

## Avistamientos
Por sus hábitos es raramente avistado, en 2021 un ejemplar fue identificado por un agricultor en el Chaco Boliviano y posteriormente registrado por  biólogos locales.